# 1972 en Alberta
Chronologie de l'Alberta
- 1968
- 1969
- 1970
- 1971
- 1972
- 1973
- 1974
- 1975
- 1976

Cette page concerne des événements qui se sont produits durant l'année 1972 dans la province canadienne de l'Alberta.

## Politique
- Premier ministre :  Peter Lougheed du parti Progressiste-conservateur
- Chef de l'Opposition : Harry Strom  puis James Henderson
- Lieutenant-gouverneur :  J. W. Grant MacEwan.
- Législature :

## Événements
- Mise en service du Altius Centre, immeuble de bureaux de 126 mètres de hauteur situé à Calgary, 500 4 Avenue SW[1].
- L'Université Mount Royal déménage du centre-ville de Calgary vers un nouveau campus à Lincoln Park, dans une ancienne base d'aviation militaire dans le quart sud-ouest de la ville.
- Création de l'équipe de Hockey sur glace des Flames d'Atlanta qui deviendra en 1980 les Flames de Calgary à la suite d'un déménagement.

## Naissances
- Ezra Isaac Levant, avocat, militant conservateur et chroniqueur canadien né en 1972 à Calgary. Fondateur et ancien éditeur en chef du Western Standard, il est également l'auteur de livres sur la politique des libertés et d'ouvrages traitant d'économie.

- 8 mars : Joe Ciccarello (né à Calgary, dans la province de l'Alberta au Canada) est un joueur professionnel canadien de hockey sur glace. Il possède aussi un passeport italien.

- 1er avril : Rob Anders, homme politique de la circonscription fédérale de Calgary-Ouest.

- 8 mai : Ray Whitney (né à Fort Saskatchewan), joueur professionnel canadien de hockey sur glace.
- 9 mai : Heather Lynn McPherson (née à Edmonton), femme politique canadienne. Elle est la députée d'Edmonton Strathcona sous les couleurs du Nouveau Parti démocratique.
- 13 mai : Darryl Sydor (né à Edmonton), joueur professionnel retraité de hockey sur glace qui a la double nationalité américain-canadien.
- 30 mai : Michael Stewart (né à Calgary), joueur professionnel de hockey sur glace. Il a la double nationalité canadienne et autrichienne.

- 20 juin : Shannon Rosenow, née à Edmonton, joueuse canadienne de soccer évoluant au poste d'attaquant.

- 1 juillet : Corey Hirsch (né à Medicine Hat), joueur professionnel canadien de hockey sur glace.
- 19 juillet : Jamie Marion Linden (né à Medicine Hat), joueur professionnel canadien de hockey sur glace qui évoluait au poste d'ailier droit.

- 6 novembre : Kevin Peter Yates, né à Medicine Hat, joueur de rugby à XV anglais. Il joue en équipe d'Angleterre et évolue au poste de pilier au sein de l'effectif du Rugby Nice Côte d'Azur (1,80 m pour 113 kg).
- 10 novembre : Trevor Mark Devall, acteur et producteur américain né à Edmonton.
- 26 novembre : Christopher John Osgood (né à Peace River), joueur professionnel canadien de hockey sur glace. Il évolue en tant que gardien de but et a joué 17 saisons dans la Ligue nationale de hockey (LNH).